# Tiburón (California)
Tiburón es un pueblo ubicado en el condado de Marin, en el estado estadounidense de California. En el año 2000, tenía una población de 8,666 habitantes y una densidad poblacional de 253.4 personas por km².

## Geografía
Tiburón se encuentra ubicado en las coordenadas 37°52′25″N 122°27′24″O / 37.87361, -122.45667. Según la Oficina del Censo, la ciudad tiene un área total de 34,2 km² (13,2 mi²), de la cual 11,7 km² (4,5 mi²) es tierra y 22,5 km² (8,7 mi²) (65.71%) es agua.

## Demografía
Según la Oficina del Censo en 2000, los ingresos medios por hogar en la localidad eran de $106,611, y los ingresos medios por familia eran $149,041. Los hombres tenían unos ingresos medios de $100,000 frente a los $60,773 para las mujeres. La renta per cápita para la localidad era de $85,966. Alrededor del 3.3% de la población estaban por debajo del umbral de pobreza.

## En la cultura popular
- Tiburón es el escenario principal en la serie animada Kenny el tiburón.